# Museum voor Uurwerken en Mechanische Muziekinstrumenten
Het Museum voor Uurwerken en Mechanische Muziekinstrumenten (Duits: Museum für Uhren und mechanische Musikinstrumente, MUMM) is een museum in Oberhofen am Thunersee in het kanton Bern in Zwitserland.

## Collectie
De collectie wordt getoond in acht antieke ruimtes op de begane grond en in de kelder. Naast de uurwerken en mechanische muziekinstrumenten zijn er ook nog allerlei automaten te zien, bijvoorbeeld die dienst hebben gedaan op een treinstation.
Onder de uurwerken bevinden zich bijvoorbeeld torenuurwerken, wanduurwerken, slingeruurwerken en pols- en zakhorloges. Tussen de mechanische uurwerken bevinden zich onder meer draaiorgels, orchestrions, muziekdozen en elektrische piano's. Er zijn ook instrumenten die beide functies combineren, zoals de Flötenuhren (muziekuurwerken).
Er worden rondleidingen door het museum gegeven, terwijl ondertussen verschillende muziekinstrumenten aan het spelen worden gebracht.
Verder is er nog een werkplaats te zien van een uurwerkmaker met antieke werkbanken, machines en gereedschap.

## Achtergrond
Het museum is gehuisvest in een oud herenhuis dat in 1518 werd gebouwd en sindsdien nog enkele verbouwingen kende. Het is gevestigd in het Wichterheergut aan het Meer van Thun, een voormalig wijnlandgoed dat van de 13e eeuw tot 1948 in het bezit was van hoogaanstaande Bernse families.
Na een voorbereiding van vijf jaar, waarin de collectie bijeengebracht werd en er financiering en een locatie werd gevonden, werd het museum in 1995 geopend.
Het belangrijkste deel van de collectie is afkomstig uit de privécollecties van Hans-Peter Hertig (uurwerken) en Kurt Matter (mechanische muziekinstrumenten). Het museum wordt voor een groot deel door vrijwilligers in stand gehouden. Anno 2015 heeft het museum iets meer dan twintig medewerkers, zowel vrijwilligers als in vaste dienst.